# Mittelaltermarkt Neunburg vorm Wald
Der Mittelaltermarkt Neunburg vorm Wald ist eine sommerliche Veranstaltung in Neunburg vorm Wald. 

## Geschichte
Am 3. und 4. Juni 1989 fand der erste Mittelaltermarkt, damals noch im historischen Burghof, in Neunburg vorm Wald statt. Er zählt somit zu den ältesten Mittelaltermärkten in der Region. Dies ist insbesondere deshalb erwähnenswert, da sich die Mittelalterszene als solche erst Mitte der 1990er fester in Deutschland etabliert hat und die Zahl der Märkte von da an rapide anstieg. Im folgenden Jahr wurde dann erstmals das „Hussitenlager mit historischem Fischerstechen“ im Stadtpark zu Neunburg, der bis heute der Lagerplatz ist, ausgetragen. Über die Jahre wuchs die Veranstaltung kontinuierlich. So nehmen heute (Stand 2016) knapp 50 Händler und fast 30 Lagergruppen am Markt und Lagerleben teil. Bemerkenswert ist das Einzugsgebiet: So reisen auch Gruppen aus Bernau bei Berlin an, was auch an Neunburgs Engagement in der „Vereinigung der Städte mit hussitischer Geschichte und Tradition“ liegt, bei der Neunburg Gründungsmitglied ist. Das führte auch zum früheren Namen „Fischerstechen mit hussitischem Heerlager“. Da der Bezug zu den Hussiten auf dem Markt nicht mehr im Mittelpunkt steht, wurde der religiös anmutende Name geändert. Jährlich zieht das mittelalterliche Treiben einige Tausend Besucher an. Im Programm der Veranstaltung finden sich jedes Jahr Fischerstechen, Bruchenball-Turnier, Reiterspiele, Gaukler, Schaukampfvorführungen, Feuershows und Kinderspiele.

## Fischerstechen

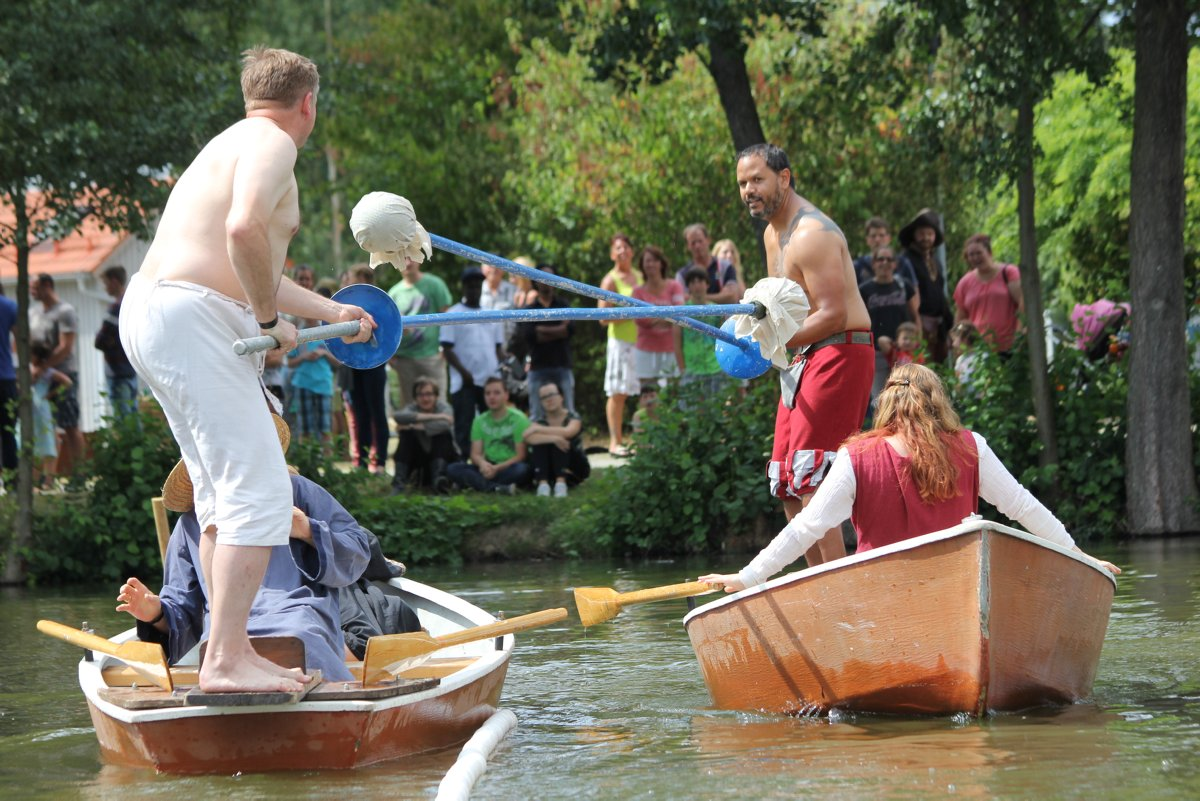
Fischerstechen beim Mittelaltermarkt in Neunburg vorm Wald

Seitdem das Lager erstmals 1990 im Stadtpark stattfand, gibt es auch das Fischerstechen. Bei diesem Höhepunkt des Marktes treten mehrere Teams gegeneinander an. Pro Team gibt es je zwei Personen: einen Ruderer und einen Lanzenführer. Der Ruderer rudert das Boot. Der Lanzenführer jedoch steht auf einer eigens für diesen angebrachten Holzplanke, welche über das hintere Ende des Bootes hinausragt. Gewinner ist, wer den Gegner ins Wasser stoßen kann. Die Teams treten im K.-o.-Modus gegeneinander an, bis ein Sieger feststeht.

## Bruchenballturnier

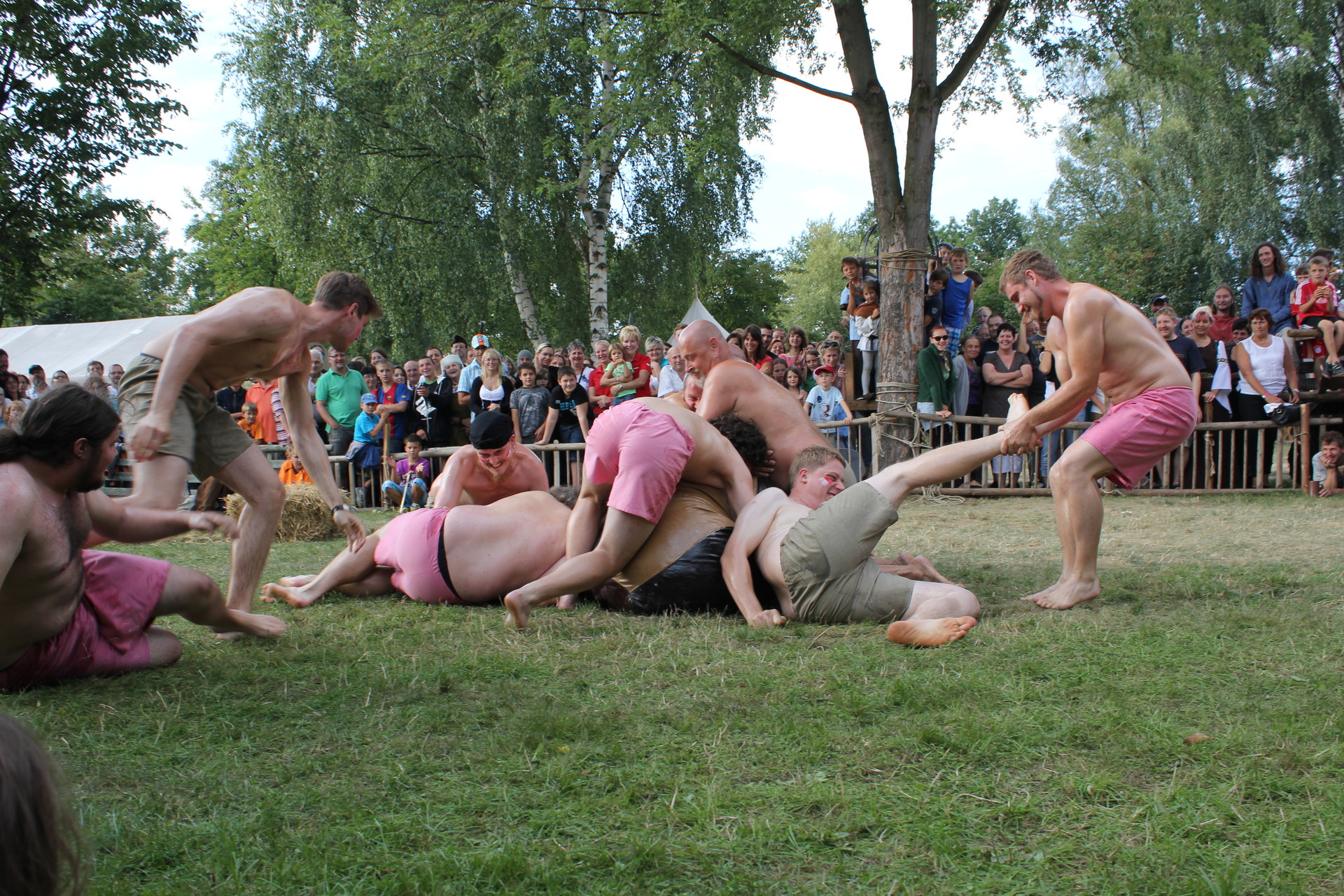
Bruchenballturnier im Gange

Das Bruchenballtunier wurde 2004 eingeführt und seit dem immer von den Neunburger Hussiten gewonnen. Bei diesem Turnier stehen sich je zwei Gruppen zu fünf Mann gegenüber. Alle Teilnehmer sind nur mit einer Bruche (Bruoch, eine Art mittelalterliche Unterhose) bekleidet und am ganzen Körper mit Fett eingerieben. Der Ball ist ebenfalls eingefettet, um es möglichst schwer zu machen, ihn zu packen. Das Turnier läuft folgendermaßen ab: Die zwei Teams stehen zu Beginn in ihren Toren (markiert mit je zwei Strohballen) und stürmen beim Start auf den Ball zu. Es gewinnt das Team, welches den Ball innerhalb der vorgegebenen Zeit am weitesten in Richtung des gegnerischen Tores geschoben bekommt. Das Team, das es schafft, den Ball in das gegnerische Tor zu bringen, hat damit sofort gewonnen. Die Teilnehmer versuchen dabei, möglichst alle gegnerischen Mitspieler vom Ball weg zu bekommen, um ihn ein Stück vorwärts schieben zu können.